# Iris Böhm

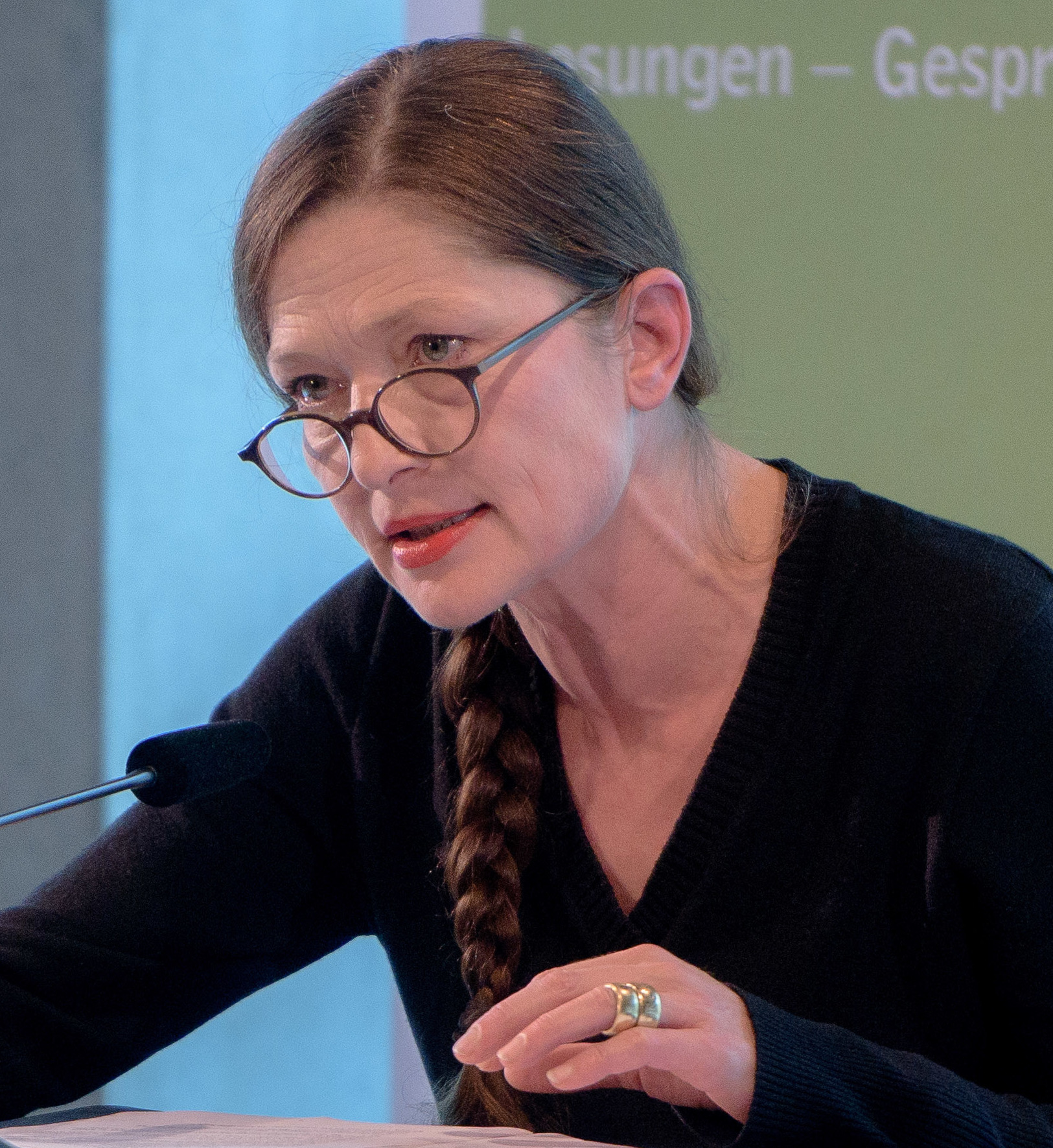
Iris Böhm während einer Lesung bei den Deutsch-israelischen Literaturtagen 2016

Iris Böhm (* 28. Mai 1967 in Rolandswerth als Iris-Luise Böhm) ist eine deutsche Schauspielerin.

## Leben
Iris Böhm spielte bereits im Schultheater erste Theaterrollen. Sie absolvierte zunächst eine Ausbildung als Erzieherin in Kiel, beschloss dann jedoch, Schauspielerin zu werden. Böhm besuchte 1991–1995 die Hochschule für Schauspielkunst Ernst Busch Berlin. Danach übernahm sie Theaterrollen an der Berliner Volksbühne und am Schauspiel Frankfurt. Sie spielte dort unter anderem in den Stücken Miss Sara Sampson von Gotthold Ephraim Lessing, Die Weibervolksversammlung von Aristophanes und Die Troerinnen von Euripides.
Bekanntheit erlangte Iris Böhm vor allem durch ihre zahlreichen Fernsehrollen. Sie übernahm dabei mehrere durchgehende Serienrollen, wiederkehrende Episodenrollen und auch Gastrollen. Ihre erste Fernsehrolle spielte Böhm 1996 in dem Fernsehfilm Der Venusmörder. Böhm war in durchgehenden Serienrollen unter anderem als Dr. Johanna Kaminski in Hallo, Onkel Doc!, als Kommissarin Hannah Koch in Die Sitte, als Gerichtsmedizinerin Christiane von Basedow in Tatort und als Psychologin Christina Buchmann in In aller Freundschaft zu sehen.
Für ihre Darstellung der Ermittlerin in der Serie Die Sitte wurde sie 2004 mit dem Deutschen Fernsehpreis als „Beste Schauspielerin Serie“ ausgezeichnet.
Iris Böhm ist außerdem als Sprecherin für Hörbücher tätig. Sie las unter anderem Kriminalromane von Jilliane Hoffman, Karin Slaughter und Tess Gerritsen. Gemeinsam mit ihrem Ehemann Heikko Deutschmann nahm sie den Briefwechsel von Sophie Scholl und Fritz Hartnagel aus den Jahren 1937 bis 1943 auf.
2012 erhielt Iris Böhm eine Professur an der Hochschule für Schauspielkunst Ernst Busch in Berlin verliehen, bei der sie bereits zuvor als Dozentin lehrte. 2007 heiratete sie den Schauspieler Heikko Deutschmann, mit dem sie 2006 ein Kind bekam. Sie lebt in Berlin.

## Filmografie (Auswahl)
- 1996: Der Venusmörder (Fernsehfilm)
- 1996–1998: Die Wache (Fernsehserie, Serienrolle)
- 1997–1998; 2002: Die Rettungsflieger (Fernsehserie, Serienrolle)
- 1998: Tatort: Manila (Fernsehreihe)
- 1998: Schimanski – Geschwister (Fernsehreihe, eine Folge)
- 1999–2000: Hallo, Onkel Doc! (Fernsehserie, Serienrolle)
- 2000: Tatort: Einmal täglich (Fernsehreihe)
- 2000: In aller Freundschaft (Serienrolle, zwei Folgen)
- 2001: Alarm für Cobra 11 – Die Autobahnpolizei: High Speed (Fernsehserie, eine Folge)
- 2001: So weit die Füße tragen
- 2002: Polizeiruf 110 – Um Kopf und Kragen
- 2002: Tatort: Oskar (Fernsehreihe)
- 2003: Tatort: Das Böse (Fernsehreihe)
- 2003: Tatort: Frauenmorde (Fernsehreihe)
- 2003: Alphateam – Die Lebensretter im OP (Fernsehserie, Folge 8x13)
- 2003–2006: Die Sitte (Fernsehserie, Serienrolle)
- 2004: Tatort: Herzversagen (Fernsehreihe)
- 2005: Tatort: Leerstand (Fernsehreihe)
- 2005; 2008: Unser Charly (Fernsehserie, Serienrolle)
- 2006: Tatort: Unter Kontrolle (Fernsehreihe)
- 2007: GSG 9 – Ihr Einsatz ist ihr Leben: Schicksalsschlag (Fernsehserie, eine Folge)
- 2007: Tatort: Unter uns (Fernsehreihe)
- 2007: Ein starkes Team – Blutige Ernte (Fernsehreihe)
- 2008: Hallo Robbie!: Die Bedrohung (Fernsehserie, eine Folge)
- 2008: Entführt – Ich hol dich da raus (Fernsehfilm)
- 2008: SOKO Leipzig: Emanuela 1./2. Teil (Fernsehserie, zwei Folgen)
- 2008: Die Anwälte: Glauben (Fernsehserie, eine Folge)
- 2008: Tatort: Der frühe Abschied (Fernsehreihe)
- 2008: Tatort: Der tote Chinese (Fernsehreihe)
- 2008–2009: In aller Freundschaft (Fernsehserie, Serienrolle)
- 2009: SOKO Kitzbühel: Ich liebe dich – Ich töte Dich (Fernsehserie, eine Folge)
- 2009: SOKO Wismar: Haie und andere Hechte (Fernsehserie, eine Folge)
- 2009: Ein Hausboot zum Verlieben (Fernsehfilm)
- 2011: SOKO Stuttgart: Stuttgart ist sexy (Fernsehserie, eine Folge)
- 2011: Küstenwache: Dunkle Schatten (Fernsehserie, eine Folge)
- 2012: Continuity (Kurzfilm)
- 2013: Stubbe – Von Fall zu Fall: Gefährliches Spiel (Fernsehreihe)
- 2013: Tiere bis unters Dach (Serienrolle, zwei Folgen)
- 2013: SOKO Köln: Die Gunst der Stunde (Fernsehserie, eine Folge)
- 2015: SOKO Wismar: Die Spur der Nachtigall (Fernsehserie, eine Folge)
- 2017: SOKO München (Fernsehserie, eine Folge)
- 2018: Liebe – Oder Erinnerung an Judith R. (Kurzfilm)

## Hörspiele
- 1995: Adolf Schröder: Der Trompetenspieler. – Regie: Jörg Jannings (Hörspiel – MDR)